# Richard Gothe
Georg Franz Richard Gothe, född 19 februari 1883 i Bernburg an der Saale i Tyskland, död 3 juli 1953 i Stockholm, var en tysk-svensk stadsmissionär och amatörhistoriker. 
Gothe kom till Sverige 1910. Han studerade teologi i Sverige, och fick en tjänst som sjömansmissionär i Härnösands stift. Där väcktes hans intresse för Mellannorrlands kultur och historia, främst den skogsfinska kolonisationen. Richard Gothe inledde en metodisk arkivforskning kombinerad med fältarbete, och publicerade under 1940-talet fyra viktiga verk om finnkolonisationen i Mellannorrland. Samtliga gavs ut på eget förlag, men de blev mycket populära och har under 1980- och 1990-talen blivit föremål för nytryckning.
Richard Gothe var far till pianisten, tonsättaren och organisten Alarik Gothe (1911–1996) och konstnären Ingegerd Gothe (1912–1988).